# Gaara
Gaara (jap. 我愛羅 dosł. „Szata Zaciekłej Miłości”) – fikcyjna postać występująca w mandze i anime Naruto. Jest znany również jako Pustynny Gaara lub Gaara z Pustyni (jap. 砂瀑の我愛羅 Sabaku no Gaara).

## Biogram
Syn Czwartego Kazekage.  Gaara został oddany pod opiekę Yashamaru – wuja, który, według Gaary, starał się pokazać chłopcu, jak powinny wyglądać relacje międzyludzkie. Jednak chciał zabić chłopca i atakując go nocą sam poniósł śmierć. 
Z powodu zapieczętowanego w nim Shukaku na rozkaz ojca, w dzieciństwie inni mieszkańcy wioski unikali go. Demon ten bronił go przed wszelkimi ranami. Jako nastolatek zostaje przydzielony do drużyny z rodzeństwem: Temari i Kankurō. Brał udział w ataku na Konohę. Wspiera drużynę Shikamaru w misji sprowadzenia Sasuke do Konohy. Ratuje Lee Rocka przed Kimimaro Kaguyą.
W Naruto Shippūden Gaara staje się przywódcą wioski Suna. Zostaje uprowadzony przez Akatsuki. Akatsuki wyciągają z niego demona, co kończy się jego śmiercią. Do życia przywraca go Chiyo wraz z pomocą Naruto, jednak sama przypłaca to własnym życiem.
Swój światopogląd manifestuje kanji 愛 (jap. ai) na swoim czole oznaczającym miłość.